# Wilhelm de Vries
Wilhelm de Vries SJ (* 26. Mai 1904 in Saarbrücken; † 25. Juni 1997 in Münster) war ein deutscher Jesuit und Kirchenhistoriker. Er war Professor für Kirchengeschichte und Dogmatik am Päpstlichen Institut Orientale in Rom.
De Vries war der Bruder von Josef de Vries, der ebenfalls Jesuit und Theologe war.
Er war Spezialist für die Ostkirchen, was in Zusammenhang mit den Bestrebungen des Vatikans in den 1950er und 1960er Jahren stand, sich den Ostkirchen anzunähern bzw. neue Verbindungen zum Beispiel zu Unierten und ukrainischen Katholiken in der Sowjetunion zu knüpfen. Sein Buch über die Lateinischen Patriarchate des Ostens war ein Standardwerk.

## Schriften
- Kirche und Staat in der Sowjetunion, München: Pustet 1959
- Rom und die Patriarchate des Ostens, Karl Alber Verlag, Orbis academicus, München/Freiburg 1963 (mit Octavian Bârlea, Josef Gill Michael Lacko)
- Sakramententheologie bei den syrischen Monophysiten, Orientalia Christiana Analecta 125, Rom 1940
- Sakramenttheologie bei den Nestorianern, Orientalia Christiana Analecta 133, Rom 1947
- Der Kirchenbegriff der von Rom getrennten Syrer, Orientalia Christiana Analecta 145, Rom 1955
- Der christliche Osten in Geschichte und Gegenwart, Würzburg, Augustinus Verlag 1951
- Zur neuesten Entwicklung der Ostkirchen, Augustinus Verlag 1954
- Orthodoxie und Katholizismus: Gegensatz oder Ergänzung ?, Herder Bücherei 1965
- Die Ostkirchen: Geschichtliches Werden, Eigenart, Wiedervereinigung, Kevelaer 1963
- Kirche der Vielgestalt: Entwicklung der Kirche in Ost und West, Recklinghausen: Paulus Verlag 1968
- Die Struktur der Kirche gemäß dem 4. Konzil von Konstantinopel (869/870), Archivum historiae pontificae, Band 6, 1968, S. 7–42.
- Die Struktur der Kirche gemäss dem Konzil von Ephesos (431), Annuarium historiae conciliorum, Band 2, 1970, 22–55